# Donzdorf
Donzdorf is een plaats in de Duitse deelstaat Baden-Württemberg, gelegen in het Landkreis Göppingen. De stad telt 10.587 inwoners.

## Geografie
Donzdorf heeft een oppervlakte van 39,82 km² en ligt in het zuidwesten van Duitsland.

## Trivia
- In Donzdorf staat het hoofdkantoor van platenlabel Nuclear Blast.